# 5520 Наторі
5520 Наторі (5520 Natori) — астероїд головного поясу, відкритий 12 вересня 1990 року.
Тіссеранів параметр щодо Юпітера — 3,225.
Названо на честь Наторі (яп. なとり(名取) наторі)